# Татьянинский комитет
Комитет Её Императорского Высочества Великой Княжны Татьяны Николаевны по временной помощи жертвам войны, широко известный просто как Татьянинский комитет (The Committee of Her Imperial Highness the Grand Duchess Tatiana Nikolaevna for the Temporary Relief of Victims of War), был организацией помощи беженцам во время Первой мировой войны в Российской империи. Организованный в сентябре 1914 года и названный в честь великой княжны Татьяны Николаевны, дочери русского императора Николая II, комитет оказывал помощь (продовольствием, одеждой, кровом и т. д.) беженцам и другим пострадавшим от войны, организовывал школы и больницы, предоставлял гранты другим благотворительным организациям. Это была центральная организация по оказанию помощи беженцам в России до создания Особого совещания по устройству беженцев 30 августа 1915 года. Татьянинский комитет был реорганизован после Февральской революции 1917 года: имя Татьяны было вычеркнуто, объявлены выборы на ключевые должности, беженцам разрешено представлять свои интересы. Реорганизованный комитет получил название «Всероссийский комитет помощи пострадавшим от военных действий». Лишившись своего полуофициального государственного статуса и государственного финансирования, комитет потерял своё значение. 

## Создание и финансирование
Комитет был создан 14 сентября 1914 года императорским указом и был назван в честь великой княжны Татьяны Николаевны, 17-летней дочери императора Николая II.  В состав комитета вошли 28  сановников императорского двора и Государственного совета Алексей Нейдгардт. Татьяна Николаевна была не просто патроном комитета, но и его участником – посещала заседания и занималась документацией.  Первоначально комитет финансировался за счет личных средств императора в размере 900 000 рублей.  Дальнейшее финансирование он получил из государственного бюджета — около 14 миллионов рублей между июлем 1915 года и 1 мая 1917 года. Также комитет привлекал деньги от пожертвований, благотворительных балов, лотерей, аукционов и других инициатив по сбору средств, — таких, как продажа открыток с изображением Татьяны Николаевны. Например, во время празднования дня рождения Татьяны 29-31 мая 1915 года комитет собрал 2,2 миллиона рублей. Сотрудники комитета трудились на общественных началах и не получали зарплату.

## Деятельность
Первоначально комитет сосредоточился на помощи вдовам погибших на войне и детям солдат, но к лету 1915 года, когда немцы начали захватывать российские территории и началась эвакуация промышленности из угрожаемых районов, он переключился на помощь военным беженцам, предоставляя им еду, одежду и кров. Вновь прибывших беженцев встречали на железнодорожных станциях, регистрировали, давали талоны на питание и временное жилье на 5-10 дней, а затем распределяли по провинциальным городам и деревням. Другие виды деятельности включали воссоединение разлученных семей, создание детских домов, школ и больниц, оказание помощи лицам, не являющимся беженцами, но, тем не менее, пострадавшим от войны, а также предоставление грантов другим местным организациям по оказанию помощи военным. Например, комитет выделил грант в размере 400 000 рублей Варшавскому гражданскому комитету (Centralny komitet obywatelski w Warszawie), позже преобразованному в Главный опекунский совет, и ежемесячную стипендию в размере 9500 рублей Литовскому обществу по оказанию помощи пострадавшим от войны. Татьянинский комитет создал многочисленные местные отделения: к октябрю 1915 года их было 66 на губернском уровне и 220 на уездном и волостном уровне. 
Хотя комитет подвергался критике за то, что он является учреждением имперского режима, он предпринял некоторые новаторские инициативы по оказанию помощи беженцам. В конце 1916 года комитет распространил подробную анкету, чтобы получить отзывы от беженцев. Весной 1917 года в Петрограде была организована выставка изделий ручной работы беженцев, чтобы показать их трудолюбие, продемонстрировать культурные различия и рассказать истории о тяжелом положении беженцев. Комитет также помогал беженцам, спасавшимся от геноцида армян, греков и ассирийцев в Османской империи.
В своей миссии комитет конкурировал с Всероссийским союзом городов (ВСГ) и Всероссийским земским союзом (ВЗС). Несмотря на общие гуманитарные цели, между организациями возникала политическая напряженность, особенно когда речь заходила о регистрации беженцев и сборе национальной статистики. ВСГ и ВЗС, основанные на местных органах самоуправления городских дум и земств, хорошо подходили для этой задачи, но центральное правительство не доверяло им и делегировало задачу Татьянинскому комитету. К весне 1916 года число беженцев превысило 3,3 миллиона. 